# Yaul jezik
Yaul jezik (ISO 639-3: yla), papuanski jezik porodice mongol-langam, kojim govori 1 210 ljudi iz plemena Yaul (2003 SIL) u provinciji East Sepik u Papui Novoj Gvineji.
Srodni su mu jezici langam [lnm], mongol [mgt]

## Vanjske poveznice
- Ethnologue (14th)
- Ethnologue (15th)